# 1616 aux échecs
| Années des échecs : 1613 - 1614 - 1615 - 1616 - 1617 - 1618 - 1619    |
| Décennies des échecs : 1580 - 1590 - 1600 - 1610 - 1620 - 1630 - 1640 |

Cet article présente les faits marquants de l'année 1616 aux échecs.

## Événements majeurs
- 17 juillet : Auguste II de Brunswick-Wolfenbüttel, dit Selenus, écrit un livre sur les échecs[1].